# Giacomo Rizzolatti
Giacomo Rizzolatti (28 de abril de 1937) es un neurobiólogo italiano, descubridor de las neuronas especular o neuronas espejo.
Nace en Kiev (Unión Soviética, actualmente Ucrania) y estudia medicina en la Universidad de Padua. Investiga fundamentalmente en Italia, aunque ha realizado numerosas estancias de investigación en universidades americanas.
En 1996 dio a conocer las neuronas espejo, aquellas responsables de la empatía humana.
Ha recibido numerosos premios, entre ellos el Premio Príncipe de Asturias de Investigación Científica y Técnica, en 2011, junto a Joseph Altman y Arturo Álvarez-Buylla.